# Un modelo
Un modelo (Un model, en catalán) es una pintura sobre lienzo hecha por Francesc Galofré i Oller en 1894 y que se conserva actualmente en la Biblioteca Museo Víctor Balaguer, con el registro n.º 251 de entrada desde la fecha de su creación.

## Descripción
En el centro de la pintura se ubica el retrato de un anciano sentado en un taburete fumando con una pipa, este lleva un sombrero reposando en la rodilla derecha, un abrigo colgando de sus hombros y alpargatas con apuestas. La escena tiene lugar en una habitación que parece estar vacía, pero que en cuyo centro se encuentra el borde inferior de un gran cuadrado; mientras que se puede apreciar la firma del autor en la esquina inferior derecha de la pintura, junto con la siguiente inscripción: «Galofré Oller»; «94».